# أدولف تيودور برونيار
أدولف تيودور برونيار (1801-1876) (بالإنجليزية: Adolphe Théodore (de) Brongniart)‏ هو عالم نبات فرنسي.

## روابط خارجية
- أدولف تيودور برونيار على موقع الموسوعة البريطانية (الإنجليزية)